# Куркурис
Куркурис (итал. Curcuris) је насеље у Италији у округу Ористано, региону Сардинија.
Према процени из 2011. у насељу је живело 313 становника. Насеље се налази на надморској висини од 136 м.

## Становништво
| 1936. | 1951. | 1961. | 1971. | 1981. | 1991. | 2001. | 2011. |
| ----- | ----- | ----- | ----- | ----- | ----- | ----- | ----- |
| 351   | 394   | 403   | 372   | 377   | 325   | 317   | 314   |